# Poecilia hispaniolana
Poecilia hispaniolana là một loài cá nước ngọt thuộc chi Poecilia trong họ Cá khổng tước. Loài này được mô tả lần đầu tiên vào năm 1978.

## Phân bố và môi trường sống
P. hispaniolana được tìm thấy ở sông Mijo thuộc Santo Domingo, thuộc thành phố San Juan, Cộng hòa Dominica.

## Mô tả
Mẫu vật lớn nhất của P. marcellinoi có chiều dài cơ thể được ghi nhận là 5,9 cm, thuộc về một cá thể mái; cá đực có chiều dài tối đa được ghi nhận là 3,6 cm.